# 明治神宮外苑ゴルフ練習場
明治神宮外苑ゴルフ練習場（めいじじんぐうがいえん・ゴルフ・れんしゅうじょう）は東京都新宿区の明治神宮外苑にあったゴルフの打ちっぱなし練習場である。

## 概要
- 1972年に神宮第2球場の東側に隣接する形で「東練習場」が開設、さらに1973年には神宮第2球場のグラウンド全体を使った西練習場が開設された。
- 西練習場は、当初72打席・142ydの関東最大級の練習場として、1塁側のスタンドの箇所を改造して作られたが、連日満員の盛況であったことを受けて、グラウンドの一部にも38の仮設打席を設置して対応した。
- 1981年に改修工事が行われ、グラウンドの仮設打席に代わるものとして野球の試合に使う場合は自動的にフェンスとして閉鎖しながら利用する常設打席を増設。これにより121打席に増設された。その後1993年からはグラウンドの人工芝への移行が実施された。
- 神宮球場のメイン球場も天然芝のグラウンドだったころにはシーズンオフにゴルフの練習場として開放されたことがある[1]
- なお、2020年東京オリンピック/パラリンピック開催に伴う、諸準備などに伴い、2019年末をもって、一旦閉鎖されることになった。西練習場のある第二球場の閉鎖・解体も決まっているため、営業再開が長らく未定となっていたが[2]、2021年11月1日から営業が再開されることになった[3]。しかし、2023年から本格的に実施される予定の神宮外苑の再開発に伴い、神宮第2球場の建物が解体されることから、2022年12月31日をもって再閉鎖され、練習場の営業が正式に終了することになった[4]。

## 備考
- 西練習場は、野球場の用地が狭いため、ボールがグラウンド外に飛び出さないよう飛距離を制限した低反発球を採用しており、市販のゴルフ場で使われているボールでは、打球が防球ネットを越えて、周辺道路や施設への利用者に当たる事故が起こる可能性があるため、使用禁止となっている[5]
- また、西練習場は野球場と並行使用しており、野球の試合が行われる場合は原則として午前8時45分ごろから午後4時30分ごろまではゴルフ練習場としては閉鎖する。また普段の営業でも、一部時間でボールの回収のため練習場を閉鎖する時間帯がある[6]
  - ただし、神宮第2球場は基本的に高校野球・大学野球の連盟公式戦に使用用途が限られており、草野球・ソフトボールなど一般開放はしていない（これらは、神宮外苑絵画館前にある明治神宮外苑軟式グラウンド<6面。うち1面は人工芝>）を使う）。2014年春以後は第2球場を主要な会場としていた東都大学野球連盟2部リーグが老朽化や球場が狭いことを理由として第2球場を撤退し[7]、日程の空きが生じたこと（事実上野球場として利用は高校野球だけになっている）から、全日でのゴルフ練習場としての営業が増えている。
  - 毎年8月中旬の「神宮外苑花火大会」が行われる日は、第2球場付近が花火の打ち上げ場所になるため、当日（雨天中止時は予備日も）は全面閉鎖となる。